# The War Between the Land and the Sea
The War Between the Land and the Sea (trad. litt : La Guerre entre la Terre et la Mer) est une série télévisée de science-fiction britannique créée par Russell T Davies pour BBC One et Disney+. C'est un spin-off de la série Doctor Who et elle fait partie de la franchise du Whoniverse.
La série suit les officiers de UNIT alors qu'ils essayent d'empêcher une guerre mondiale causée par le retour des Démons des Mers. Russell Tovey, Gugu Mbatha-Raw, Jemma Redgrave et Alexander Devrient sont annoncés dans le casting de la série.
Le tournage de la série débute 29 août 2024 et prend fin le 10 décembre 2024. Composée de 5 épisodes, elle devrait être diffusée en 2025.

## Synopsis
Lorsqu’une espèce ancienne et redoutable émerge de l’océan, se révélant de façon spectaculaire à l’humanité, une crise internationale est déclenchée. Alors que la population entière est en danger, et que la guerre entre la terre et la mer est sur le point d'éclater, UNIT tente d'intervenir.

## Distribution
- Russell Tovey : Barkley
- Gugu Mbatha-Raw : Salt
- Jemma Redgrave : Kate Lethbridge-Stewart
- Alexander Devrient : Colonel Ibrahim
- Ruth Madeley : Shirley Ann Bingham
- Colin McFarlane : General Austin Pierce
- Adrian Lukis[5]
- Patrick Baladi[5]
- Vincent Franklin[5]
- Francesca Corney[5]
- Mei Mac[5]

## Episodes

### Liste des épisodes
| N° | Titre original         | Scénario                         | Réalisation           | Diffusion originale | Diffusion française (sur Disney+) | Audience (en millions) |
| -- | ---------------------- | -------------------------------- | --------------------- | ------------------- | --------------------------------- | ---------------------- |
| 1  | Titre original inconnu | Russell T Davies                 | Dylan Holmes Williams | 2025                | 2025                              | —                      |
| 2  | Titre original inconnu | Pete McTighe                     | Dylan Holmes Williams | 2025                | 2025                              | —                      |
| 3  | Titre original inconnu | Pete McTighe                     | Dylan Holmes Williams | 2025                | 2025                              | —                      |
| 4  | Titre original inconnu | Russell T Davies et Pete McTighe | Dylan Holmes Williams | 2025                | 2025                              | —                      |
| 5  | Titre original inconnu | Russell T Davies                 | Dylan Holmes Williams | 2025                | 2025                              | —                      |

## Production

### Développement
En juillet 2024, Deadline Hollywood annonce qu'un nouveau spin-off de Doctor Who intitulé The War Between the Land and the Sea, doit commencer son tournage en septembre. Russell T Davies confirme plus tard dans le mois, lors de San Diego Comic-Con, que la production commencerait en août.
Produit par Bad Wolf Productions et BBC Studios, Russell T Davies est le producteur exécutif avec Phil Collinson, Joel Collins, Julie Gardner et Jane Tranter, et Edoardo Ferretti est le producteur de télévision. La pré-production débute en juillet 2024.
Le spin-off est réalisé par Dylan Holmes Williams, réalisateur déjà présent lors de la production de la Saison 1 (2024) de Doctor Who. Il avait réalisé précédemment les épisodes 73 Yards et Œil et Cerveau Bulle, et s'occupe ici des 5 épisodes.
Le compositeur en charge du spin-off, Lorne Balfe, est connu notamment pour avoir composé pour les films Mission impossible : Fallout, Black Widow, Bad Boys: Ride or Die ou encore Kung Fu Panda 3 en co-composition avec Hans Zimmer, mais aussi pour des séries comme His Dark Materials : À la croisée des mondes, La Roue du temps ou encore The Crown en co-composition avec Rupert Gregson-Williams.

### Casting
Russell Tovey et Gugu Mbatha-Raw sont annoncés en tant qu'acteurs principaux de la série, aux côtés de Jemma Redgrave et Alexander Devrient. Jemma Redgrave et Alexander Devrient reprennent leurs rôles respectifs de Kate Lethbridge-Stewart et du Colonel Ibrahim de Doctor Who,. Russell Tovey et Gugu Mbatha-Raw ont déjà joué dans la série, en tant que Alonso Frame (Une croisière autour de la Terre) et Tish Jones (Saison 3), mais incarnent ici de nouveaux personnages.
Ruth Madeley revient également dans le rôle de l'agent de UNIT Shirley Anne Bingham, précédemment apparue dans la série mère. Colin McFarlane reprend son rôle du général Austin Pierce, un personnage introduit pour la première fois et vu pour la dernière fois 15 ans auparavant dans la Saison 3 de Torchwood, un autre spin-off de Doctor Who.
Adrian Lukis, Patrick Baladi, Vincent Franklin, Francesca Corney et Mei Mac sont annoncés comme membres supplémentaires du casting en octobre 2024.

### Écriture
Ce spin-off en 5 épisodes est écrit par Russell T Davies et Pete McTighe,. Russell T Davies est l'actuel show runner de Doctor Who, tandis que Pete McTighe avait déjà écrit pour la série précédemment.
Les deux se partagent les tâches d'écriture sur l'ensemble de la série, Russell T Davies écrivant les épisodes 1 et 5, Pete McTighe écrivant les épisodes 2 et 3, et les deux co-écrivant l'épisode 4 ensemble. Une lecture complète des 5 épisodes a eu lieu le 20 août. La série devrait voir le retour des Démons des Mers.

### Tournage
Le repérage des lieux a eu lieu en juillet 2024. Certains tournages sont prévus à l'international, et les 5 épisodes sont produits en un seul bloc. Le tournage commence le 29 août 2024 à Barry et Atlantic Wharf, tous deux à Cardiff, au Pays de Galles.
Le tournage s'est poursuivi en septembre dans divers endroits du Pays de Galles, notamment au Welsh Government Building, au pub City Arms, à Hodge House et à Merthyr Mawr,. D'autres enregistrements sont prévus à Majorque, en Espagne, en octobre 2024.
Russell T Davies révèle que le tournage se terminerait juste avant Noël 2024 et c'est le 7 décembre 2024 que le tournage se termine, selon plusieurs membres de la production.

### Diffusion
La série serait diffusée au cours de l'année 2025 sur la BBC One au Royaume-Uni et en Irlande du Nord, et Disney+ dans le reste du monde,.
Le 31 mai 2025, un premier teaser du spin-off est diffusé juste après la diffusion de l'épisode final de la Saison 2 de Doctor Who, La Guerre de la réalité.